# العزوزاب
العزوزاب أحد أحياء الخرطوم عاصمة السودان. تأثرت المنطقة بالنزاع الدائر في السودان، حيث أعلنت القوات المسلحة السودانية في 19 يوليو 2023 أن قوات الدعم السريع استخدمت طائرات مسيرة لمهاجمة المدنيين الذين تجمعوا لتحية القوات المسلحة في العزوزاب، مما أدى إلى مقتل 14 شخصا وإصابة 15 آخرين.